# Lucero Galindo
Luz Helena Galindo Díaz (Bogotá, 4 de octubre de 1939-ib, 13 de enero de 2013), más conocida como Lucero Galindo, fue una actriz y locutora de radio de Colombia.

## Biografía
Comenzó a actuar desde muy temprano haciendo teatro con El Pequeño Parnaso, un grupo de actores, poetas y sacerdotes que montaban obras y las presentaban en el Teatro Colón. En este grupo se encontraban Carlos de la Fuente, Silvio Ángel y Aldemar García. Por ellos, Lucero se inició en la televisión, ya que le presentaron a Bernardo Romero Lozano, el primer director de televisión que hubo en Colombia. Para ingresar tuvo que realizar varias pruebas, entre ellas decir un parlamento e interpretarlo en forma de drama, comedia y tragedia. Fue así como consiguió su primer papel, en 1969. Poco después de haber entrado en dicho medio de comunicación coprotagonizó la telenovela Estafa de amor, junto a Judy Henríquez.
Su carrera empezó a crecer de forma vertiginosa. En 1975 protagonizó La vorágine. «Ha sido el papel más importante de mi vida, porque no sólo actué, sino que canté música llanera y bailé joropo, bajo la dirección de Julio César Luna y al lado de Mariela Hijuelos.» Ese mismo año obtuvo un premio muy importante que le otorgó el periódico El Tiempo por ser la artista del año; y a ello siguieron papeles en Recordarás mi nombre, La feria de las vanidades, El caballero de Rauzán, Almas malditas y La abuela.
Luz Helena Galindo, como se llama en realidad, continuó a partir de 1979 y hasta 1989 en diferentes producciones de televisión como El virrey, Los cuervos, El Fercho, Zarabanda y Calamar. Estando en esta última, debió abandonar temporalmente su carrera como actriz.
Al año siguiente, la actriz tuvo que recomenzar su carrera actoral a partir de cero. Desde entonces, en 1990, realizó papeles en televisión en N.N. y Bendita mentira y en el espectáculo musical La jaula de las locas. En los últimos años se dedicó más a hacer la voz de varios comerciales colombianos. También dobló a Joan Collins en ¿Alguien reportó un fuego?.

## Filmografía
| - Vuelo 1503 (2006) - Pasión de gavilanes (2003) - Luzbel está de visita (2001) - Tan cerca y tan lejos (1999) - Yo amo a Paquita Gallego (1998) - La viuda de Blanco (1996) - Paloma (1994) - Fiebre (1993) - Bendita mentira (1992) - N. N. (1992-1995) - Ana de Negro (1991) - Herencia maldita (1990) - Zarabanda (1989) - Calamar (1989) - Hojas al Viento (1988) - La sombra de otra - Corazón de fuego (1986) - Los cuervos (1984-1986) - Siempreviva (1985) - El bazar de los idiotas - Las voces del silencio (1983) - Gracias por el fuego (1982) - El hombre de negro (1982) - Padre por accidente (1981) - La tía Julia y el escribidor (1981) | - El Gallo de oro - El virrey Solis - Una mujer de cuatro en conducta (1980) - Kundry (1979) - La abuela - El caballero de Rauzán (1978) - Almas malditas - Gabriela (1977) - Un largo camino - Manuela (1976) - Recordarás mi nombre - La mala hora (1975) - Antón García - La vorágine - La enemiga (1974) - Caminos de gloria (1973) - El alférez real - La perla (1972) - Estafa de amor (1971) |

## Premios
- 1 ONDRA
- 1 APE
- 1 EL TIEMPO
- 1 MUNQUETEN
- 1 GLORIA DE LA TV

## Muerte
Luz Helena Galindo falleció el 13 de enero de 2013 en una clínica de Bogotá, tras una complicación cardíaca. Su cuerpo fue velado en la sala 7 de la funeraria Gaviria y sus exequias tuvieron lugar en la iglesia del Espíritu Santo. Luego fue cremada en el cementerio Jardines de Paz y las cenizas entregadas a la familia.